# Mark Kennedy (Politiker)

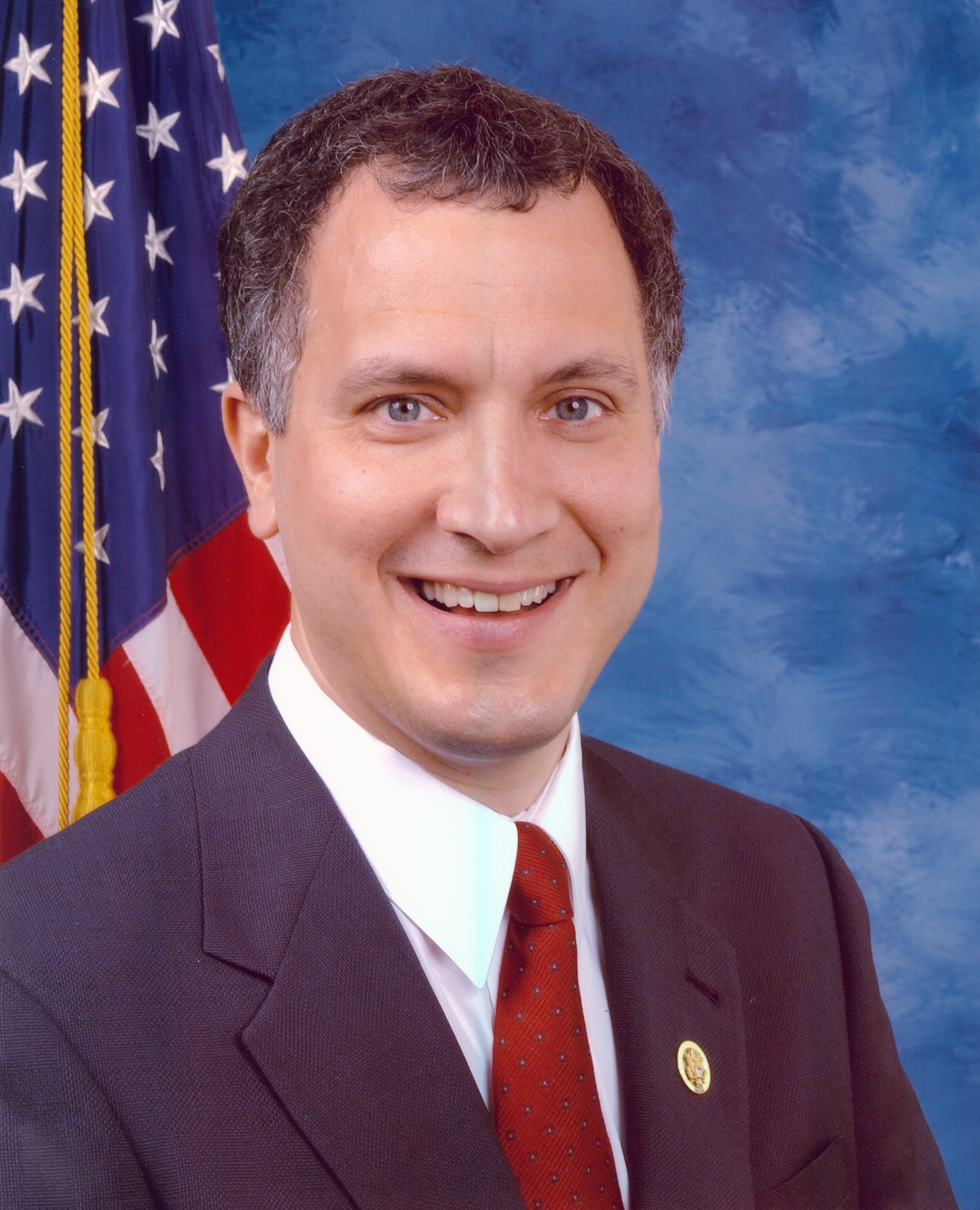
Mark Kennedy

Mark Raymond Kennedy (* 11. April 1957 in Benson, Minnesota) ist ein US-amerikanischer Politiker. Zwischen 2001 und 2007 vertrat er den Bundesstaat Minnesota im US-Repräsentantenhaus.

## Werdegang
Mark Kennedy besuchte bis 1979 die Saint John’s University in Collegeville. Danach studierte er bis 1983 an der University of Michigan in Ann Arbor. Anschließend arbeitete Kennedy für verschiedene Firmen im Finanzbereich. Politisch wurde er Mitglied der Republikanischen Partei.
Bei den Kongresswahlen 2000 wurde Kennedy im zweiten Wahlbezirk von Minnesota in das US-Repräsentantenhaus in Washington, D.C. gewählt, wo er am 3. Januar 2001 die Nachfolge von David Minge antrat. Diesen Distrikt vertrat er bis zum 3. Januar 2003 nur für eine Legislaturperiode im Kongress. Nach den Wahlen von 2002 repräsentierte er dort bis zum 3. Januar 2007 als Nachfolger von Bill Luther den sechsten Bezirk seines Heimatstaates.
Im Jahr 2006 verzichtete Kennedy auf eine erneute Kandidatur für das US-Repräsentantenhaus. Stattdessen bewarb er sich erfolglos um einen Sitz im US-Senat. Im Jahr 2007 wurde er Mitglied einer Beraterkommission des Präsidenten, die sich mit Handelsfragen befasste (President’s Advisory Committee on Trade Policy and Negotiation). Im Jahr 2008 war Kennedy einer der Mitbegründer des Economic Club of Minnesota. Heute arbeitet er für eine weltweit tätige Berater- und Technologiefirma. Mark Kennedy ist verheiratet und wohnt in Watertown. 2016–2020 war er Präsident der University of North Dakota.